# Phineas y Ferb: A través de la segunda dimensión
Phineas y Ferb: A través de la segunda dimensión en fabuloso 2D (en inglés Phineas and Ferb: Across the Second Dimension in Fabulous 2D) es una película original de Disney Channel de 2011, basada en la serie de televisión de Disney Channel Phineas y Ferb. Se estrenó en Estados Unidos por Disney Channel el 5 de agosto de 2011.
Es la primera película de larga duración de la serie Phineas y Ferb, y la cuarta película animada de Disney Channel Original Movies después de Kim Possible: A Sitch in Time, Kim Possible Movie: So the Drama y The Proud Family Movie.

## Sinopsis
La película inicia a la mitad de la acción, con Phineas, Ferb, Candace, Perry y el Dr. Doofenshmirtz, que han sido capturados por el Dr. Doofenshmirtz de la segunda dimensión; se encuentran encadenados siendo llevados hacia una criatura peluda llamada Goozim. La escena retrocede, en el día en que Phineas y Ferb acaban de despertar.
Phineas y Ferb celebran el quinto aniversario de la adopción de su mascota, Perry, desde el refugio de animales de la OWCA. 
La escena cambia, y muestra a Candace quien se encuentra hablando con Jeremy y lo invita a salir; pero él declara que no puede y le dice a Candace que irá a ver la universidad de su padre y terminan la conversación. Luego, ella se da cuenta de que Jeremy se va a la universidad y quiere madurar empezando a quitar una foto de Jeremy de un oso de peluche. Stace decide ayudarla en su propósito. En ese momento, Phineas y Ferb se encuentran jugando con Perry; cuando llega Isabella y le da cosquillas a Perry, quien inmediatamente juega con una pelota y la lanza lejos en el instante, es donde llega Buford y Baljeet con la pelota y en ese momento se les ocurre hacer dos redes para jugar “Bádminton Ornitapulta”. En la fase final del invento, preguntan por Perry.
Perry, mientras tanto, intenta entrar a su guarida. Una vez dentro (se tarda un poco por tomar su sombrero, que había dejado por error en una grada de la escalera), llega y recibe la misión de Monograma; en eso, llega Carl con un equipo que le promete será útil. Mientras tanto, Phineas y Ferb inician una cuenta regresiva para ser lanzados, en ese momento Carl y Perry siguen con el equipo, al final le muestra la nave y le desea suerte, Perry se va y en ese instante choca con el gallito gigante donde se encuentran Phineas y Ferb; lo que envía a los chicos a otro destino y provoca que la nave de Perry se caiga y deba ser remolcado. 
En otra parte de la ciudad, el Doctor Doofenshmirtz prepara un bufete mientras ensaya su diálogo con un juguete parecido a Perry (al que llama Perry el “Ornitofinjo”). La escena se regresa con Phineas y Ferb, quienes ven que su gallito está por chocar con el Penthouse del Dr. Doofenshmirtz (Phineas comenta que tiene parecido con la cabeza de Ferb) y chocan con el «Otrodimensionador» del Dr. Doofenshmirtz. Este se sorprende por su inesperada llegada, y Phineas y Ferb se disculpan por el incidente. Doof pregunta por el gallito, Phineas le explica y de pronto pregunta por el artefacto destruido. Doofenshmirtz le explica que es un ‘Otrodimensionador’ que lo llevaría a otra dimensión. Phineas y Ferb deciden presentarse y deciden ayudarlo a construir y mejorar su invento. Como agradecimiento, Doofenshmirtz les invita de su banquete bufett. Justo antes de encender el invento, Perry como el agente P llega a la guarida de Doof, pero se detiene al ver a Phineas y a Ferb ayudando a su enemigo con el inador del Dr. Doofenshmirtz. No dispuesto a revelar su identidad secreta a los niños (acordándose de que el Mayor Monograma le advirtió que si la familia lo descubre, sería reubicado a otra familia), decide quitarse el sombrero y actuar como mascota. Perry intenta varias discretas acciones para evadirlos, pero Ferb lo detiene a cada paso. Phineas, Ferb y el Doctor Doofenshmirtz logran hacer funcionar el dispositivo con éxito y cruzan a la otra dimensión; Doof ve un mejor sofá que el suyo. En eso, Phineas ve que la otra dimensión todo es grandioso. Doof decide acompañarlos. Perry, sin gusto, se deja llevar.
En la otra dimensión, ven que Doof ha logrado conquistar el área limítrofe y es más famoso y respetado. En eso, Doof pregunta por el responsable y se encuentra con Doof 2D (similar a él, excepto por la piocha y una cicatriz en el ojo que el parche también tiene). También descubren un ejército de robots Norm que Doof 2D había creado, e incluso una versión cyborg y controlada por Doof 2D de Perry (en español, Ornito-cyborg). Cuando los niños llegan con Perry, Doof 2D de inmediato lo reconoce; por lo que intenta mostrarle a Doof que Perry es un agente secreto, pero ni Phineas ni Ferb ni el Doctor Doofenshmirtz logran creerle. Doof 2D le ordena a Ornito-Cyborg, quien lo obliga a primero a golpear a Perry; este (intentando no exhibir su secreto) no se mueve. Doof 2D luego le ordena al Ornito-cyborg atacar a los niños. Ornito-cyborg ataca, y entonces Perry decide actuar poniéndose el sombrero y se pone al frente de los niños para salvarlos; pero en eso los niños lo entienden todo: su mascota era un agente secreto. Doof sigue sin comprender.     
Phineas y Ferb deciden escapar, intentando encontrar a sus equivalentes de la dimensión. Al mismo tiempo, Phineas se molesta con Perry por haberlos usado de encubierto para su doble vida. Perry intenta darles un folleto, pero el chico lo desecha por el enojo. En eso, deciden ver dónde quedaba su hogar. Pero se sorprenden cuando llegan y encuentran a sus parecidos, aunque más opacos y aburridos (además, no conocían la diversión del verano, ya que Doof prohibió el verano y la diversión; Phineas y Ferb les muestran con una canción). De pronto, se enteran de que ellos no saben dónde está su ornitorrinco; que se había perdido hace años. Al mismo tiempo, Doof 2D decide darle conferencias a Doof; descubriendo su falta de capacidad para distinguir a Perry de su modo de agente a su modo de mascota, citando que la incompetencia de Doofenshmirtz es lo que le impidió hacerse cargo del área limítrofe en su dimensión. Doof 2D, harto de la ineptitud de Doof, decide entonces planear usar el Otrodimensionador para dirigir un ataque en el área limítrope en la dimensión original.
Los reales Phineas y Ferb deciden abandonar a Perry, por su traición. En eso, ve un anuncio de televisión donde Doof-2D le ofrece un trato: si se entregaba, no lastimaría a los originales Phineas y Ferb. En eso, Doof le dice a Doof 2D que los chicos eran los únicos que pudieron hacer funcionar el invento, por lo que Doof 2D decide también traerlos. Mientras, Phineas y Ferb van a Isabella para obtener ayuda con su dispositivo que les vuelva a su propia dimensión. Ellos encuentran que es parte del movimiento de resistencia liderado por la Candace de la segunda-dimensión. Baljeet es capaz de abrir el portal de su propia dimensión, pero deciden que tienen que conseguir Perry de nuevo antes de que puedan salir. Phineas y Ferb deciden ir por él (a pesar de su molestia); en eso, Candace llega, y los reales Phineas y Ferb la llevan en su misión de rescate. Los Phineas y Ferb de la segunda dimensión llegan a suplicarle a la Candace de la segunda dimensión para ayudarles con Perry de nuevo. Ella acepta a regañadientes, pero encuentra que segunda dimensión Phineas y Ferb habían llegado a lo largo. Ella abandona el grupo, ya que están a punto de rescatar a Perry, pero al enterarse de que era una trampa, ella se queda. Ellos son capaces de escapar, y se apresuran a lo largo de una trampa de la mina. Uno de los robots de Doofenshmirtz es capaz de disparar a una rueda fuera de uno de los carros de la mina, lo cual la ralentizan. Candace 2D, sabiendo que no puede salvar al Phineas, Ferb, Candace y Perry de la otra dimensión, los deja de nuevo, llevando a su captura. Doof 2D intenta convencer a los niños a arreglar la máquina, pero se niegan; cuestionando por qué iban a querer hacer algo que va a dar lugar al fin de su mundo. De pronto, Doof finalmente se acuerda de cómo la repararon y finalmente logra ponerlo en marcha.    
Encantado por esto, Doof 2D les dice a Perry y los niños Flynn-Fletcher que serán comidos por un monstruo peludo conocido como Goozim. Como Doof le molesta, también lo lanza a la jaula. La Candace de la Segunda dimensión va a ayudar a ellos dándoles el control remoto, pero es capturada y puesto en una celda. Más tarde es rescatado por el Jeremy de la Segunda dimensión (similar al Jeremy de la dimensión de los originales Phineas y Ferb). Phineas, Ferb, Candace, Perry y Doof logran transportarse a otras dimensiones; siempre perseguidos por un batallón de robots Norm, tratando de volver a la suya. Esta secuencia surrealista termina con ellos llegando de nuevo en Danville. Desafortunadamente, Doof 2D han llegado también, y libera robots en Danville. Perry muestra que irá solo a luchar, y les da a Phineas y Ferb un medallón; luego, se escurre saludándolos. Se van a casa sintiendo que Perry no confía en ellos rápidamente. En casa, un ruido empieza a emerger; Phineas descubre que es el collar el que emite el ruido y este los guía a una entrada secreta; que los lleva a la guarida de Perry. Una máquina los saluda, y les pide que ayuden a Perry; porque saben que ellos son los únicos capaces de inventar. Los chicos se preguntan el motivo, y la máquina les muestra un escondite donde encuentran que todas las cosas que han construido en el verano se había almacenando en el laboratorio. Convocan a sus amigos, y montar un pequeño ejército a usar sus máquinas para derrotar a los robots. Además, otros agentes de Perry han llegado en su ayuda en la batalla contra los robots. Love Handel llega para el acompañamiento musical.
Las batallas se vuelven psicodélicas. Ferb sube al apartamento de Doofenshmirtz; pero Phineas llega primero y encuentra a Perry; quien pelea con su equivalente cyborg al tiempo que Phineas lucha contra Doof 2D. Phineas logra destruir el satélite que controlaba a los robots con un buen cuadrangular de béisbol; lo que los hace caer. En eso, Doof 2D muestra un robot que planea utilizar para aniquilar a Phineas, Ferb y a Perry de un fuerte puñetazo. Doofenshmirtz llega a tiempo para darle su tren de juguete que perdió Doof 2D de niño (un chiste utilizado en toda la película: mientras Doof tenía recuerdos horribles de la infancia, Doof 2D luchaba con un problema trivial).
Con su problema resuelto, decide destruir los robots; que desaparecen de toda Danville. Candace decide aprovechar el momento para intentar, una vez más, acusarlos con su mamá. Justo cuando Candace iba a mostrarle a Linda la travesura de los chicos; los robots desaparecen de la ciudad; y Candace se alegra de que todo sea normal. En eso, llegan los chicos de la otra dimensión a agradecerles por salvar el día. En eso, aparece el Mayor Monograma; quien les dice a Phineas y Ferb que ya no podían conservar a Perry por conocer su secreto. Les da dos opciones: debían elegir entre olvidar aquel día con luchas de robots, ornito-cyborgs en pro de conservarlo o recordarlo todo, abandonando a Perry. Phineas y Ferb aceptan olvidarlo todo, sabiendo que tendrán más días divertidos. Phineas, Ferb, Candace, Doofenshmirtz (que está atado y puesta una máscara para evitar que escape), Isabella, Baljeet, Buford, Love Handel y todos los que participaron en la batalla son llevados a las instalaciones de OWCA. Isabella aprovecha el momento y besa a Phineas espontáneamente. Antes de poder entenderlo, le pide a Carl que les borre las memorias, por lo que el Amnesia-Inator hace su trabajo. La escena se va a negras, y cambia por una escena donde Perry es transportado a su guarida. Cuidando de que nadie sepa su secreto, enchufa su cámara y carga sus fotografías y en el mismo momento termina la película con una sonrisa en su cara. Durante los créditos cantan la canción Taking Care Of Things (Siempre más allá en Latinoamérica) junto a Slash.

## Videojuego

### Phineas y Ferb: A través de la segunda dimensión El videojuego
Phineas y Ferb: A través de la segunda dimensión es un juego de plataforma y acción que se publicó por Disney Interactive Studios basado en la película del mismo nombre para las consolas Wii, Nintendo DS, PSP y PS3.
Se trata de un título de aventuras y plataformas en tres dimensiones utilizando el popular cel-shading. Dicha técnica confiere a los entornos un aspecto de dibujo animado gracias al uso de paletas de colores sencillas y el perfilado en negro de las siluetas. Disney también ha publicado un tráiler e imágenes.

### Phineas y Ferb: A través de la segunda dimensión El juego
Este juegos se encontraban en la página web oficial de Phineas y Ferb: A través de la segunda dimensión,cada juego tenía una descripción detallada. El sitio web fue eliminado

## Reparto
| Personaje                                     | Actor de voz original                          | Actor de doblaje (Hispanoamérica)  | Actor de doblaje (Español, España)                  |
| --------------------------------------------- | ---------------------------------------------- | ---------------------------------- | --------------------------------------------------- |
| Phineas / Phineas 2D                          | Vincent Martella                               | Memo Aponte Jr.                    | Miguel Rius Marta Sam (canciones)                   |
| Ferb / Ferb 2D                                | Thomas Brodie-Sangster Danny Jacob (canciones) | Marco Portillo                     | Sergio García Marín Miguel Ángel Varela (canciones) |
| Candace / Candace 2D                          | Ashley Tisdale                                 | Christine Byrd                     | Olga Velasco                                        |
| Isabella / Isabella 2D                        | Alyson Stoner                                  | Pau García Casillas                | Blanca (Neri) Hualde                                |
| Isabella / Isabella 2D                        | Alyson Stoner                                  | Natalia Sánchez (algunos diálogos) | Blanca (Neri) Hualde                                |
| Perry / Agente P / Perry (el ornitocyborg) 2D | Dee Bradley Baker                              | Dee Bradley Baker                  | Dee Bradley Baker                                   |
| Jeremy / Jeremy 2D                            | Mitchel Musso                                  | Abraham Vega                       | Pablo Tribaldos                                     |
| Doofenshmirtz / Doof 2D (villano)             | Dan Povenmire                                  | Germán Fabregat                    | Abraham Aguilar Miguel Ángel Varela (canciones)     |
| Buford / Buford 2D                            | Bobby Gaylor                                   | Rodrigo Gutiérrez Vázquez          | Javier Balas                                        |
| Stacy Hirano                                  | Kelly Hu                                       | Karla Falcón                       | Celia de Diego                                      |
| Lawrence / Lawrence 2D                        | Richard O'Brien                                | Arturo Mercado                     | Antonio Villar                                      |
| Linda / Linda 2D                              | Caroline Rhea                                  | Rommy Mendoza                      | Gemma Martín                                        |
| Mayor Monograma/ Mayor 2D                     | Jeff "Swampy" Marsh                            | Mario Díaz Mercado                 | Manuel Bellido                                      |
| Carl                                          | Tyler Alexander Mann                           | Javier Olguín                      | Antonio Cremades                                    |
| Baljeet / Baljeet 2D                          | Maulik Pancholy                                | Ernest Guillart                    | Elena Palacios                                      |
| Norm/Norm 2D (Normbots)                       | John Viener                                    | Pepe Vilchis                       | Luis Fernando Ríos                                  |
| Irving                                        | Jack McBrayer                                  | Miguel Calderón                    | Adolfo Moreno                                       |
| Danny (Love Händel)                           | Jaret Reddick                                  | Toño Ortiz                         | Tony Cruz (canciones)                               |
| Insertos                                      | N/D                                            | Francisco Colmenero                |                                                     |

## Episodio-Secuela
Para la cuarta temporada de la serie, se hizo un episodio de 22 minutos que funciona como secuela de la película, titulado "Tales From the Resistance: Back to the 2nd Dimension", el cual se emitió el 25 de noviembre de 2014 en Disney XD. También fue incluido en el DVD del episodio Phineas y Ferb: Star Wars.